# Arbeitsrat für Kunst

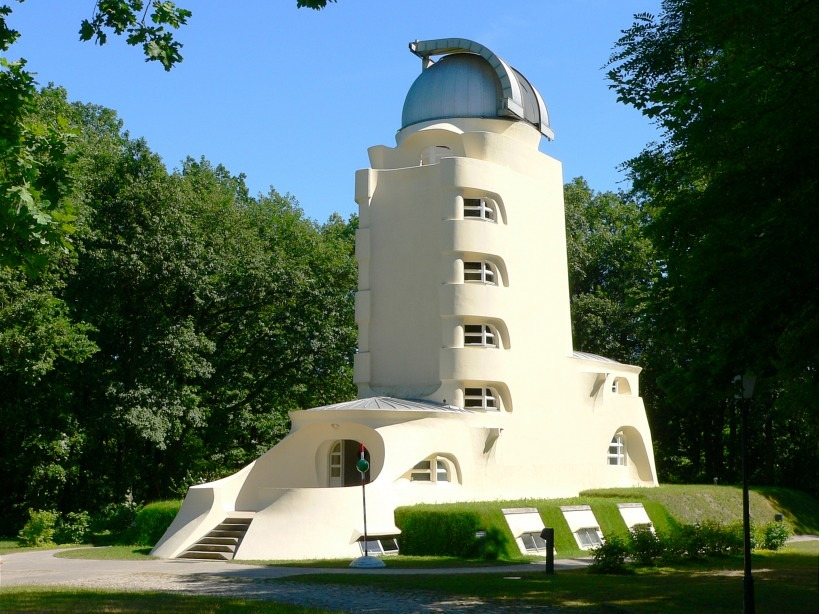
Torre Einstein (1919-22), de Erich Mendelsohn, Potsdam.

Arbeitsrat für Kunst (em alemão "Conselho de trabalhadores da arte") foi um movimento arquitetônico ligado ao expressionismo, fundado em 1918 em Berlim pelo arquiteto Bruno Taut e o crítico Adolf Behne.
Surgido após o fim da Primeira Guerra Mundial, o seu objetivo era a criação de um grupo de artistas que pudesse influir no novo governo alemão, visando a regeneração da arquitetura nacional, com um componente utópico.
As suas obras destacam-se pelo uso do vidro e do aço, assim como pelas formas imaginativas e carregadas de um intenso misticismo.
De seguida, captaram membros provenientes da Deutscher Werkbund, como Walter Gropius, Erich Mendelsohn, Otto Bartning e Ludwig Hilberseimer, e contaram com a colaboração de outros artistas, como os pintores Lyonel Feininger, Erich Heckel, Karl Schmidt-Rottluff, Emil Nolde e Max Pechstein, e os escultores Georg Kolbe, Rudolf Belling e Gerhard Marcks. Esta variedade explica-se porque as aspirações do grupo eram mais políticas do que artísticas, visando influir nas decisões do novo governo em torno da arte e da arquitetura. Contudo, após os acontecimentos de janeiro de 1919 relacionados à Liga Espartaquista, o grupo renunciou aos seus fins políticos, dedicando-se a organizar exposições. Taut demitiu como presidente, sendo substituído por Gropius.
O grupo dissolveu-se a 30 de maio de 1921.